# Albín Brunovský
Albín Brunovský (25. prosince 1935 Zohor – 20. ledna 1997 Bratislava) byl slovenský malíř, grafik a ilustrátor.

## Život
V letech 1956–1961 studoval krom jiných u Vincenta Hložníka Vysokou školu výtvarných umění v Bratislavě a v letech 1963–1966 na stejné škole postgraduálně. Poté až do roku 1990 vedl na této škole knižní tvorbu, od roku 1981 jako profesor, od roku 1989 byl rektorem. Od roku byl 1987 místopředseda ÚV ZSVU a člen předsednictva ÚV SČSVU. Za své dílo byl oceněn v roce 1985 titulem národní umělec. Jeho malby se vyznačují minimalistickou technikou a obsahují surrealistické tendence. Zabýval se volnou grafikou široké škály technik i drobnou užitou grafikou, jako je exlibris nebo poštovní známky. Je zároveň autorem grafického zpracování poslední série československých bankovek. Provedl ilustrace například k dílům autorů N. V. Gogola, M. de Cervantese, H. Ch. Andersena či Auguste Villiers de l'Isle Adama.

## Ocenění
- 1980 – zasloužilý umělec
- 1985 – národní umělec
- 1989 – Státní cena Klementa Gottwalda za ilustraci ke knize Pavola Dobšinského Slovenské rozprávky (1988)[1]